# Tronitz (Dohna)

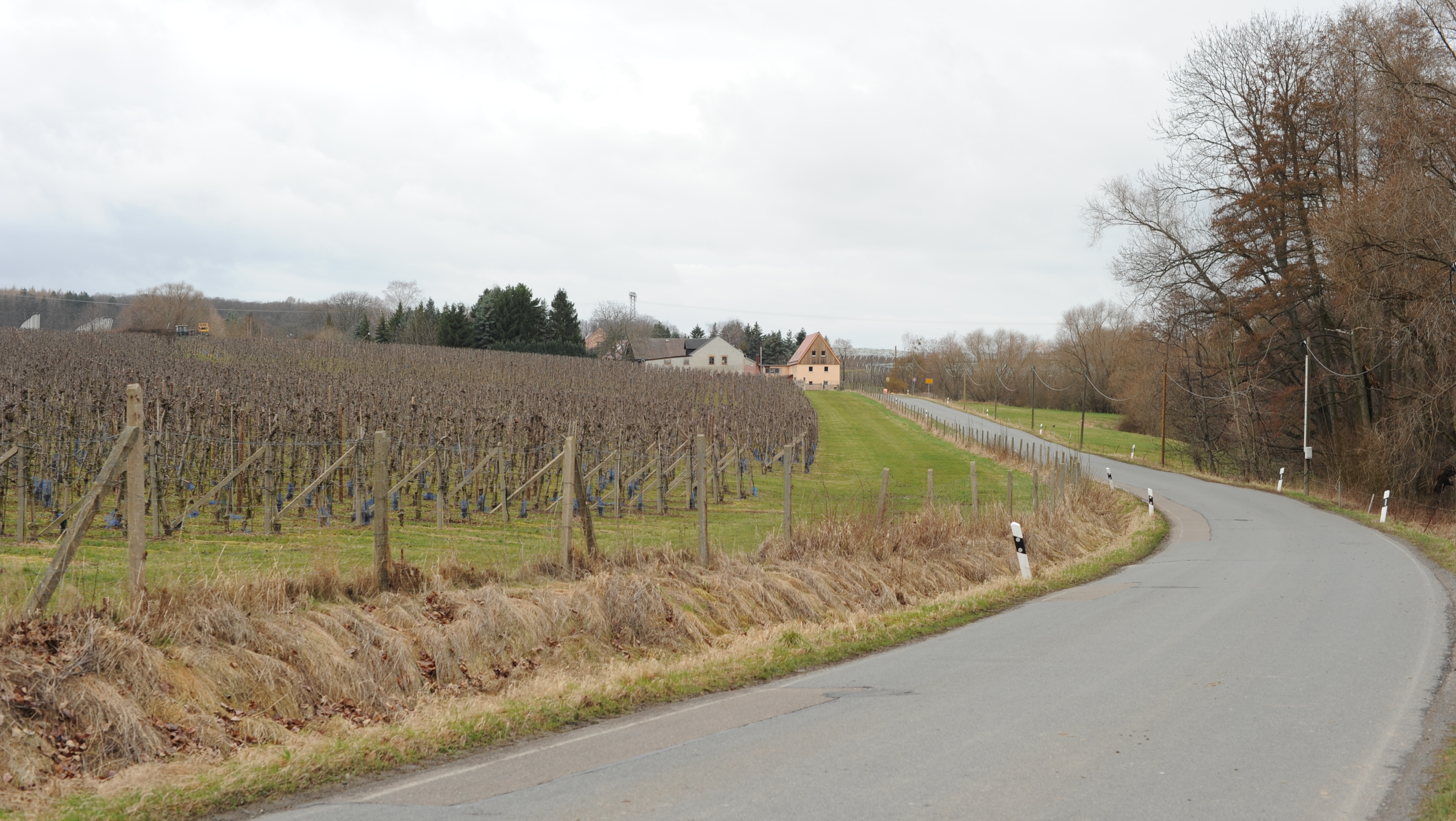
Blick nach Tronitz aus Richtung Osten

Tronitz ist ein Ortsteil der Stadt Dohna im Landkreis Sächsische Schweiz-Osterzgebirge, Sachsen. Er gehört zur Ortschaft Röhrsdorf.

## Geographie
Tronitz liegt drei Kilometer südwestlich der Dohnaer Altstadt. Es befindet sich in etwa 275 m ü. NN auf der Hochfläche zwischen Lockwitzbach im Westen und Müglitz im Osten, südlich des Elbtalkessels. Tronitz liegt am Oberlauf eines kleinen Baches, der nach Osten durch Sürßen und den Sürßengrund zur Müglitz hin abfließt. Der um Borthen und Röhrsdorf betriebene Obstbau prägt auch Tronitz und sein unmittelbares Umland. Im Westen der mit einer Ausdehnung von 69 Hektar relativ kleinen Gemarkung Tronitz liegt der Kälberbusch, ein kleines Waldgebiet. Unweit davon, am Osthang des Sandberges, befindet sich mit etwa 310 m ü. NN der höchste Punkt der Flur.
Angrenzende Dohnaer Ortsteile sind Borthen (Neuborthen) im Nordwesten, Röhrsdorf im Norden sowie Gorknitz und Sürßen im Nordosten. Nächste Orte in östlicher Richtung sind die Müglitztaler Ortsteile Falkenhain und Ploschwitz. Südlich benachbart sind die ebenfalls zur Gemeinde Müglitztal gehörenden Orte Crotta, Schmorsdorf und Maxen. Westlich von Tronitz liegt Wittgensdorf, ein Ortsteil von Kreischa.
Tronitz erstreckt sich in Ost-West-Richtung entlang der Straße von Sürßen nach Wittgensdorf. Die Adresse der Häuser lautet wegen der geringen Größe des Ortes schlicht Tronitz, ergänzt durch die jeweilige Hausnummer. An den ÖPNV ist Tronitz mit der unregelmäßig verkehrenden Linie B des Reisedienstes Dreßler angebunden.

## Geschichte
Der aus dem Altsorbischen stammende Ortsname geht auf eine slawische Wurzel *strona (dt. „Abhang“) zurück und bedeutet somit „Siedlung am Abhang“. Erstmals erwähnt wurde der Ort 1445 als „Tronicz, das dorff“. Bereits 1548 fand die heutige Schreibweise erstmals Verwendung, 1651 taucht das „Dörfgen Thronicz“ in einer Urkunde auf. Die Schreibweise „Drohnitz“ findet sich 1753, 1791 sind „Trohniz“ und „Thronitz“ belegt, 1825 sogar „Thrunitz“. Um Tronitz von zwei gleichnamigen Orten in Sachsen unterscheiden zu können, trug es 1875 den Namen „Tronitz b. Pirna“. Daneben war damals aber auch noch die Schreibweise „Thronitz“ gebräuchlich.
Die Grundherrschaft in Tronitz übten 1547 die Besitzer des Ritterguts Borthen aus. Im 18. Jahrhundert unterstand Tronitz dem Rittergut Röhrsdorf, das ein 1753 erwähntes Vorwerk in dem Ort unterhielt. Die Gebäude dieses großen Gutshofs nördlich der Straße am westlichen Ortseingang von Tronitz bestimmen das Ortsbild bis heute. Um das Vorwerk entwickelte sich eine Gutssiedlung mit einer 2,5 Hufen großen Gutsblockflur. Im Jahre 1833 gab es neun, 1900 acht Häuser im Ort. Bis in die Gegenwart änderte sich diese Zahl kaum. Starker Obstbau wurde in Tronitz bereits im 19. Jahrhundert betrieben.
Die Verwaltung von Tronitz oblag zunächst der Pflege Dohna, seit dem 16. Jahrhundert dem Amt Pirna und 1856 dann dem Gerichtsamt Pirna. Auf Grundlage der Landgemeindeordnung von 1838 erlangte Tronitz Selbstständigkeit als Landgemeinde. Diese war 1874 Teil der Amtshauptmannschaft Pirna. Am 1. Juli 1950 wurde Tronitz nach Gorknitz eingemeindet und zählte mit diesem ab 1952 zum Kreis Pirna. Am 1. Januar 1993 fusionierte die Gemeinde Gorknitz mit Borthen und Röhrsdorf zur neuen Gemeinde Röhrsdorf. Seit deren Eingemeindung in die Stadt Dohna zum 1. Januar 1999 gehört Tronitz zu Dohna.

## Einwohnerentwicklung
| Jahr    | Einwohner                    |
| ------- | ---------------------------- |
| 1548/51 | 4 besessene Mann, 3 Inwohner |
| 1764    | 7 Häusler                    |
| 1834    | 34                           |
| 1871    | 35                           |
| 1890    | 51                           |
| 1910    | 40                           |
| 1925    | 46                           |
| 1939    | 44                           |
| 1946    | 69                           |
| 1950    | siehe Gorknitz               |